# Chris Bonington
Pour les articles homonymes, voir Bonington.
Piolets d'or
Christian John Storey Bonington (plus connu sous les noms de Christian Bonington et de Chris Bonington), né le 6 août 1934 à Hampstead, est un alpiniste, journaliste et photographe britannique qui a participé à dix-neuf expéditions himalayennes, dont quatre à l'Everest. Il dirige en 1970 l'expédition britannique qui réalise la première ascension de la face sud de l'Annapurna, première grande face himalayenne vaincue.

## Biographie
Christian Bonington commence sa carrière de grimpeur sur les falaises de Pays de Galles et enchaîne par la suite un grand nombre de premières dans les îles Britanniques, y compris des hivernales. Il réalise ensuite la majeure partie des grandes courses des Alpes et participe à la conquête de quelques voies remarquables. Simultanément il fait partie d'expéditions britanniques et devient chef d'expédition.
Il est fait en 1996 commandeur de l'Ordre de l'Empire britannique.

## Distinctions
- Knight Bachelor

## Premières
- 1961 - Pilier Central du Frêney avec Don Whillans, Ian Clough et Jan Duglosz
- 1966 - Pilier droit du Brouillard avec John Harlin, Rustie Baillie et Brian Robertson
- 1966 - Voie John Harlin sur la paroi Eigerwand

## Expéditions
- 1960 - Annapurna II
- 1961 - Nuptse
- 1963 - Torre Central del Paine
- 1966 - Sangay
- 1970 - Face sud de l'Annapurna
- 1974 - Changabang (6 864 m) au Garhwal
- 1975 - Face sud-ouest de l'Everest
- 1977 - Ogre
- Automne 1981 - arête sud-est du sommet sud-ouest du Shivling avec John Fotheringham

## Publications
- (en) Chris Bonington, Everest, the hard way, Hodder and Stoughton, 1976
- Chris Bonington, Everest, ultime défi, Flammarion, 1977, 252 p.
- Chris Bonington, I Chose to Climb, Weidenfeld & Nicolson, 2001, 179 p.
- Chris Bonington, The Next Horizon, Weidenfeld & Nicolson, 2001, 275 p.
- Chris Bonington et Clint Willis, Annapurna South Face : The Classic Account of Survival, Da Capo Press, 2001, 320 p.